# VM i markhåndbold
Verdensmesterskabet i markhåndbold var et mesterskab i markhåndbold for landshold, som blev arrangeret af International Handball Federation i perioden 1938-1966.
Der blev afviklet syv VM-turneringer for mænd, mens kvinderne måtte nøjes med tre mesterskaber.

## Mesterskaber

### Mænd
| Verdensmestre | År                         |
| ------------- | -------------------------- |
| Vesttyskland  | 4 (1952, 1955, 1959, 1966) |
| Tyskland      | 1 (1938)                   |
| Østtyskland   | 1 (1963)                   |
| Sverige       | 1 (1948)                   |
| VM      | Værtsland    | Guld         | Sølv         | Bronze          | Danmarks placering |
| ------- | ------------ | ------------ | ------------ | --------------- | ------------------ |
| VM 1938 | Tyskland     | Tyskland     | Schweiz      | Ungarn          | Nr. 8              |
| VM 1948 | Frankrig     | Sverige      | Danmark      | Schweiz         | Nr. 2              |
| VM 1952 | Schweiz      | Vesttyskland | Sverige      | Schweiz         | Nr. 5              |
| VM 1955 | Vesttyskland | Vesttyskland | Schweiz      | Tjekkoslovakiet | Nr. 9-12 (delt)    |
| VM 1959 | Østrig       | Vesttyskland | Rumænien     | Sverige         | Nr. 6              |
| VM 1963 | Schweiz      | Østtyskland  | Vesttyskland | Schweiz         | Deltog ikke        |
| VM 1966 | Østrig       | Vesttyskland | Østtyskland  | Østrig          | Deltog ikke        |

### Kvinder
| VM      | Værtsland | Guld     | Sølv         | Bronze          | Danmarks placering |
| ------- | --------- | -------- | ------------ | --------------- | ------------------ |
| VM 1949 | Ungarn    | Ungarn   | Østrig       | Tjekkoslovakiet | Deltog ikke        |
| VM 1956 | Tyskland  | Rumænien | Vesttyskland | Ungarn          | Deltog ikke        |
| VM 1960 | Holland   | Rumænien | Østrig       | Vesttyskland    | Nr. 5              |